# Arrondissement Foix
Foix is een arrondissement van het Franse departement Ariège in de regio Occitanie. De onderprefectuur is Foix.

## Kantons
Het arrondissement was tot 2014 samengesteld uit de volgende kantons:
- Kanton Ax-les-Thermes
- Kanton La Bastide-de-Sérou
- Kanton Les Cabannes
- Kanton Foix-Rural
- Kanton Foix-Ville
- Kanton Lavelanet
- Kanton Quérigut
- Kanton Tarascon-sur-Ariège
- Kanton Vicdessos

Na de herindeling van de kantons door het decreet van 18 februari 2014, met uitwerking op 22 maart 2015 en de herindeling van de arrondissementen op 1 januari 2017, omvat het arrondissement volgende kantons:
- Kanton Haute-Ariège
- Kanton Foix
- Kanton Pamiers-1 (deel: 3/14)
- Kanton Pays  d'Olmes (deel: 2/23)
- Kanton Sabarthès
- Kanton Val d'Ariège